# 原羅
原羅是唐代六詔（大約在今中國雲南一帶）之一的蒙雟詔的末代王。
唐玄宗時期，原羅的父王照原失明，當時原羅在南詔當人質，南詔王歸義（皮邏閣）欲吞併蒙雟詔，把原羅放還蒙雟詔，國人立原羅為王。數月後，南詔指使人殺死照原，驅逐原羅，吞併了蒙雟詔。
| 前任： 照原 | 六詔蒙雟詔王 | 繼任： 無 |